# CKY2K
CKY2K är en amerikansk skateboardfilm från 2000. Det är den andra filmen av hittills fyra i serien.

## Handling
CKY2K är den andra skateboardfilmen med gänget från West Chester i USA. I filmen utför de olika trick, stunt och skämt., åker med full fart in i buskar med kundvagnar, åker till Island och kissar varandra i ansiktet, med mera. Och så är det även en hel del skatande

## Om filmen
Detta är fortsättningen på första filmen, CKY Landspeed, stuntfilmserien som har blivit omåttligt populär och som gav idéerna om tv-programmet Jackass.

## Rollista (i urval)
- Bam Margera
- Brandon Dicamillo
- Ryan Dunn
- Chris Raab
- Jess Margera
- Phil Margera
- Rake Yohn